# Seznam ostrostrelcev
Seznam vojaških in policijskih ostrostrelcev.

## B
Hiram Berdan - 

## F
Patrick Ferguson -

## G
Gary Ivan Gordon -

## H
Craig Harrison - 
Carlos Norman Hathcock II. - 
William Dean Hawkins - 
Simo Häyhä -
Matthäus Hetzenauer -

## K
Sulo Kolkka - 

## M
John T. Metcalf - Timothy Murphy -

## P
Arron Perry - 

## S
Carlos Sanchez - Randall D. Shugart -

## T
Zhang Taofang -

## Y
Alvin C. York - 

## Z
Vasilij Grigorjevič Zajcev - 